# 滚钟口
滚钟口俗称小口子，位于宁夏回族自治区贺兰山中端东麓，位于银川市区西北处约为33公里。因其三面环山，山口向东形状像大钟，而在景区中央有小山一座，像钟铃，故名滚钟口。滚钟口景区面积约为2平方公里。主沟小口子沟北侧有寺。顺小口子沟向西有巨石一块上刻“西爽亭”，而沟两侧分布多处寺庙遗迹。